# Lucy Alibar
Lucy Alibar, geb. Harrison (* 1983) ist eine US-amerikanische Drehbuchautorin, die 2013 für einen Oscar nominiert wurde.

## Leben und Karriere
Lucy Alibar wuchs in Florida mit ihren beiden Brüdern, ihrem Vater Baya M. Harrison III, einem Strafverteidiger, und ihre Mutter Barbara, einer Künstlerin, auf. Sie ist ein Fan von Dolly Parton, Tony Kushner, Flannery O’Connor und von Horrorfilmen. Im Alter von 14 Jahren gewann sie einen Schreibwettbewerb in Manhattan, wo sie Benh Zeitlin kennenlernte. 2001 zog sie nach New York und studierte an der New York University Drehbuchschreiben. Im Alter von 18 Jahren änderte sie ihren Nachnamen in Alibar, eine Kombination aus den Vornamen ihrer Mutter und deren Mutter Alice.
Alibar erhielt für die Verfilmung ihres Theaterstück Beasts of the Southern Wild, gemeinsam mit Benh Zeitlin, eine Oscar-Nominierung in der Kategorie Bestes adaptiertes Drehbuch bei den 85. Academy Awards.